# 上海英文星报
上海英文星报（Shanghai Star）是一份英文周报，每周二期，于1992年至2006年间在中华人民共和国上海市出版。该报由中共上海市委对外宣传小组和中国日报社联合主办。報社地址位於衡山宾馆。